# Austrogoniodes macquariensis
Austrogoniodes macquariensis är en insektsart som beskrevs av Harrison 1937. Austrogoniodes macquariensis ingår i släktet pingvinlöss, och familjen fjäderlöss. Inga underarter finns listade i Catalogue of Life.